# Netgear
Netgear is een fabrikant van netwerkapparatuur voor zowel professionele als thuisnetwerken, zoals routers, switches, firewalls, modems, Wireless oplossingen, NAS/SAN systemen en netwerkadapters.
Het in de Verenigde Staten gevestigde bedrijf is wereldwijd actief. Het hoofdkantoor van de Benelux-afdeling is in Gouda gevestigd. De Nederlandstalige technische ondersteuning voor NETGEAR-producten wordt verzorgd door het europese hoofdkantoor in Ierland, waaraan de eerste en tweede lijns technische ondersteuning is uitbesteed.
In Nederland leveren een aantal internetaanbieders Netgear-producten waaronder: UPC, Ziggo en ZeelandNet.
Daarnaast zijn er vele resellers en systemintegrators die Netgear in de zakelijke markt zetten.
De voornaamste concurrenten van Netgear zijn Cisco, HP Networking, D-Link en diverse andere partijen. Netgear-producten worden met name in het verre oosten en de USA gefabriceerd.